# Рацибужский повет
Рацибужский повят (пол. Powiat raciborski) — повят (район) в Польше, входит как административная единица в Силезское воеводство. Центр повята — город Рацибуж. Занимает площадь 543,98 км². Население — 109 196 человек (на 30 июня 2015 года).

## Административное деление
- города: Рацибуж, Кшановице, Кузня-Рациборска
- городские гмины: Рацибуж
- городско-сельские гмины: Гмина Кшановице, Гмина Кузня-Рациборска
- сельские гмины: Гмина Корновац, Гмина Кшижановице, Гмина Нендза, Гмина Петровице-Вельке, Гмина Рудник

## Демография
Население повята дано на 30 июня 2015 года.
| Перепись            | Всего   | Мужчины | Женщины |
| ------------------- | ------- | ------- | ------- |
|                     | чел.    | чел.    | чел.    |
| Всего               | 109 196 | 52 634  | 56 562  |
| Городское население | 63 165  | 30 216  | 32 949  |
| Сельское население  | 46 031  | 22 418  | 23 613  |